# Castell de D. Chica

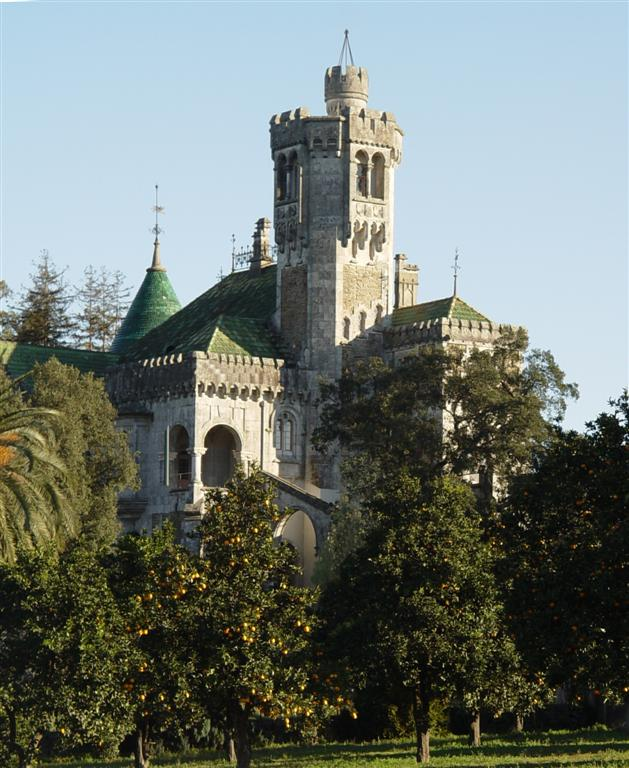
Castell de D. Chica, Portugal

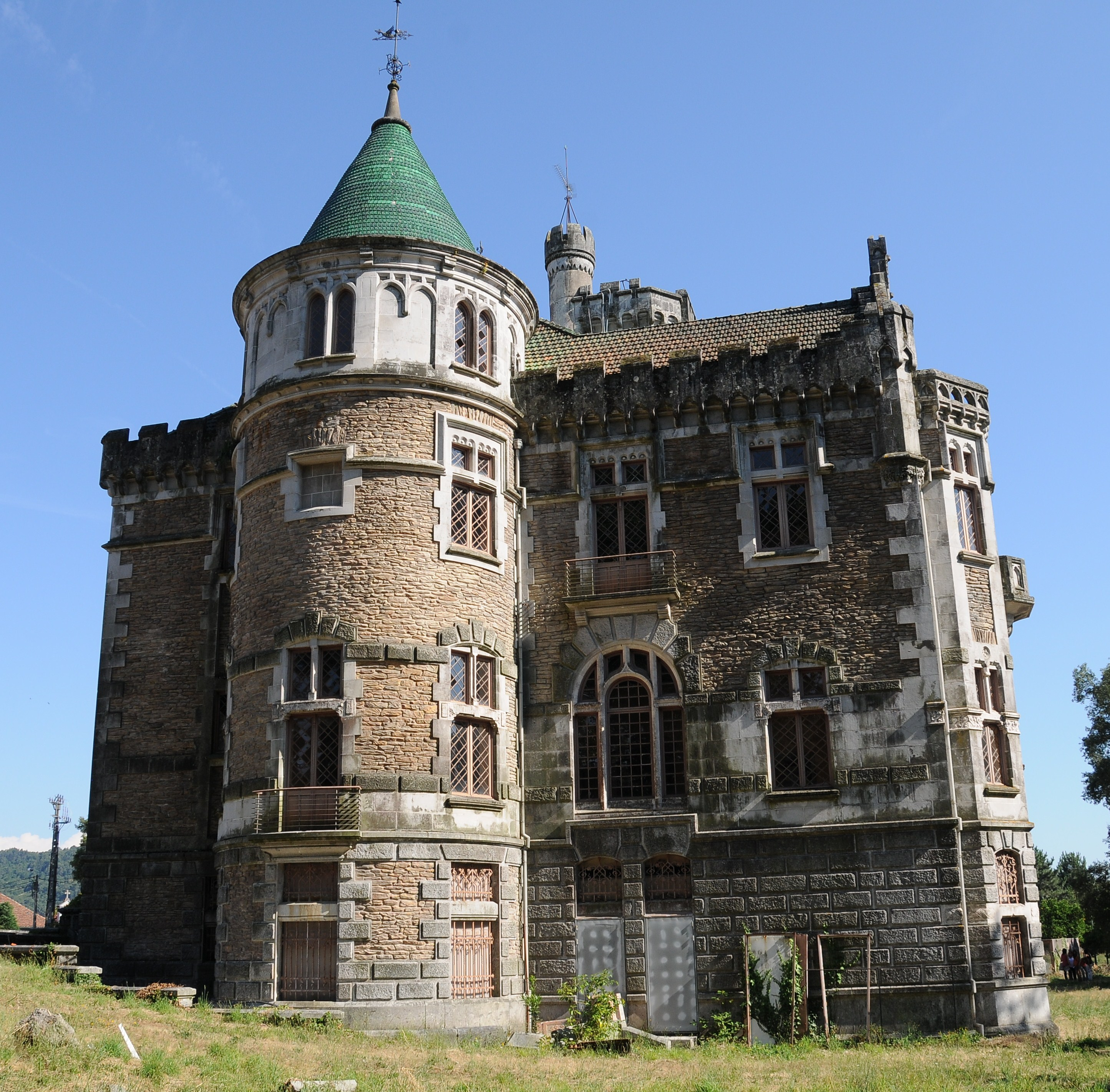
Castell de D. Chica, Portugal

El Castell de D. Chica, també anomenat Castell de Palmeira, Casa da Chica o Palau de D. Chica, es troba a la freguesia de Palmeira, municipi de Braga, districte del mateix nom, a Portugal.
És un edifici palatí, de característiques eclèctiques sobre estil romàntic, projectat per l'arquitecte suís Ernesto Korrodi.

## Història
Començà a construir-se al 1915, per iniciativa de Francisca Peixoto de Sousa, nascuda a Brasil, que envià des d'allà moltes espècies arbòries encara existents al voltant.
Les obres se n'interromperen al 1919, quan Francisca se separà del marit.
Al llarg de la història va canviar diverses vegades de propietari, i les obres s'allargaren durant dècades, fins al 1991, en què s'adaptà a restaurant i bar.
Fou homologat com a Immoble d'Interés Públic el 20 de febrer de 1985.
Actualment l'immoble es troba en un estat d'abandó i degradació, després de passar per una disputa judicial per la seua possessió, que afectava diverses entitats.
Havent estat adquirit per la Junta de Freguesia de Palmeira, el 1990, aquesta l'arrendà per contracte a una empresa de turisme. Aquesta adaptà les instal·lacions de l'immoble a zona d'oci i aplecs.

## Característiques
L'edifici consta de quatre pisos. Té un joc de volums molt accentuat i es caracteritza per una àmplia diversitat de materials i llenguatges, tot barrejant referències populars i erudites, en un eclecticisme extravagant que barreja l'estil neogòtic, neoàrab i el "rústic".
Aïllats, els volums tenen una imatge pròpia i estableixen connexions mitjançant alguns ponts (materials i elements decoratius). L'anàlisi dels detalls constructius evidencia la importància donada a la imatge. Les finestres són de fusta o de ferro, o dels dos materials. La repetició de la "fulla d'heura" com a element decoratiu conviu amb l'aplicació de diferents motius florals, en els capitells de les diferents columnates i amb les rosasses geometritzades als arcs ogivals.
Les teules estan "signades" per l'arquitecte. Acolorides de verd, pretenen la integració en el paisatge que la resta de l'edifici rebutja.
L'arbreda envoltant es caracteritza per vegetació exòtica (ametler brasiler, pal sant, pi brasiler, palmera, eucaliptus, camèlies i altres) i moltes varietats nacionals (roure, plàtans, cedres, pins, castanyers, salzes, mimoses, sureres i altres), amb recorreguts sinuosos. El conjunt del llac, amb una cova amb falses estalactites, destaca amb una visió romàntica, que pretén imitar el període medieval, reproduint la natura, preferint el "bosc" al jardí barroc.